# Seznam flotnih in velikih admiralov
Seznam flotnih in velikih admiralov.

## Avstro-Ogrska
- 1916 - Anton Haus (1851–1917)

## Hrvaška
- Sveto Letica (1926–2001)

## Egipt
- Fuad I. Egiptovski (1868–1936)
- Kralj Faruk I (1920–1965)
- 26. julij 1952 - Fuad II. Egiptovski (1952–)

## Nemčija
- 28. junij 1905 - Hans von Koester (1844–1928)
- 4. september 1909 - Albert Wilhelm Heinrich Pruski (1862–1929)
- 27. januar 1911 - Alfred von Tirpitz (1849–1930)
- 31. maj 1918 - Henning von Holtzendorff (1853–1919)
- 1. april 1939 - Erich Raeder (1876–1960)
- 30. januar 1943 - Karl Dönitz (1891–1980)

## Irak
- HM kralj Faisal I. (1883–1933)

## Italija
- Grof Paolo Thaon di Revel (1859–1948)

## Japonska
- 1898 - Cugumiči Saigo (1843–1902)
- 1906 - Sukejuki Ito (1843–1914)
- 1911 - Jošika Inoue (1845–1929)
- 1913 - Heihačiro Togo (1847–1934)
- 1913 - Takahito Arisugava (1862–1913)
- 1917 - Goro Ijuin (1852–1921)
- 1922 - Jorihito Higaši (1867–1922)
- 1923 - Hajao Šimamura (1858–1923)
- 1923 - Tomozaburo Kato (1861–1923)
- 1932 - Hirojasu Fušimi (1876–1946)
- 1943 - Isoroku Jamamoto (1884–1943)
- junij 1943 - Osami Nagano (1880–1947)
- 1944 - Mineiči Koga (1885–1944)

## Jugoslavija
- Branko Mamula (1921–2021)

## Ruski imperij
- Fjodor Matvejevič Apraksin (1661–1728)
- Andrej Ivanovič Osterman (1686–1747)
- Mihail Mihajlovič Golicin (1681–1764)
- Pavel I. Ruski (1754–1801)
- Veliki knez Konstantin Nikolajevič
- Veliki knez Aleksej Aleksandrovič

## Sovjetska zveza
- 1955 - Nikolaj Gerasimovič Kuznjecov (1902–1974)
- 1955 - Ivan Stepanovič Isakov (1894–1967)
- 1965 - Vladimir Afanasjevič Kasatonov (1910–1989)
- 1962/67? - Sergej Georgijevič Gorškov (1910–1988)
- 1983 - Vladimir Nikolajevič Černavin (1928–2023)

## Turčija
- HH Ibrahim Pasha (1789–1848)
- HH Haji Muhammed Ali Pasha Alioglu (1813–1868)
- 25. avgust 1854 - HH Muhammed Said Pasha (1822–1876)
- Morali Ibrahim Paša
- Hasan Husni Paša Bozcandali
- HH Gurcu Muhammed Halil Rifat Pasha

## Združeno kraljestvo
Glejte Seznam admiralov flote Kraljeve vojne mornarice

## ZDA
- 1899 - George Dewey (1837–1917)
- 15. december 1944 - William D. Leahy (1875–1959)
- 17. december 1944 - Ernest King (1878–1956)
- 19. december 1944 - Chester Nimitz (1885–1966)
- 11. december 1945 - William Halsey mlajši (1882–1959)